# 미나미후쿠시마역
미나미후쿠시마역(일본어: 南福島駅)은 일본 후쿠시마현 후쿠시마시에 있는 동일본 여객철도 도호쿠 본선의 역이다. 단선 승강장 2면 2선 구조를 지닌지상역이다.

## 타는 곳
| 1 | ■ 도호쿠 본선 | (상행) | 고리야마 · 구로이소 방면 |
| 2 | ■ 도호쿠 본선 | (하행) | 후쿠시마 · 시로이시 방면 |

## 이용 현황
| 연도   | 하루 평균 승차 인원 |
| 2000년 | 1,645               |
| 2001년 | 1,623               |
| 2002년 | 1,624               |
| 2003년 | 1,611               |
| 2004년 | 1,629               |
| 2005년 | 1,629               |
| 2006년 | 1,658               |
| 2007년 | 1,628               |
| 2008년 | 1,616               |
| 2009년 | 1,557               |
| 2010년 | 1,577               |
| ------ | ------------------- |

## 역 주변
- 미나미후쿠시마 클리닉
- 미나미후쿠시마 보육원
- 아부쿠마강
- NOK 후쿠시마 사업장

## 역사
- 1916년 : 나가이가와 신호소(일본어: 永井川信号所) 설치.
- 1962년 4월 5일 : 역으로 승격, 미나미후쿠시마역 개업.
- 1987년 4월 1일 : 민영화에 의해, 동일본 여객철도로 이관.

## 인접 정차역
| 도호쿠 본선              | 도호쿠 본선   | 도호쿠 본선            |
| ------------------------ | ------------- | ---------------------- |
| 가나야가와 구로이소 방면 | ■ 도호쿠 본선 | 후쿠시마 후쿠시마 방면 |